# Flygvapnets musikkår i Stockholm
Flygvapnets musikkår i Stockholm, ursprungligen Kungliga Svea flygflottiljs musikkår, var en svensk militärmusikkår som verkade i olika former mellan åren 1943 och 1961.

## Historia
Musikkåren grundades 1943 som musikkåren vid Svea flygflottilj (F 8) i Barkarby och kom efter bara några år att bli den enda flygvapenmusikkåren i Stockholmsområdet. I samband med 1956 års musikorganisation omorganiserades kåren till Flygvapnets musikkår i Stockholm under Flygmusiken och vid nästa reform som trädde i kraft 1961 bortprioriterades musikkåren som nedlades. Under större delen av musikkårens existens, 1943-1958, leddes den av musikdirektör Bertil Wiklander.